# Bernabé Rivera
Bernabé Rivera (fl. XX secolo) è stato un calciatore paraguaiano, di ruolo attaccante.
Partecipò al Mondiale del 1930 con la Nazionale paraguaiana.